# Margot Schürmann
Margot Schürmann (* 18. August 1924 in Ludwigshafen am Rhein als Margot Schwilling; † 14. Dezember 1998 in Venedig) war eine deutsche Architektin, die mit ihrem Ehemann Joachim Schürmann 1970 eine Bürogemeinschaft in Köln gründete, an deren Erfolg sie großen Anteil hatte.

## Werdegang
Margot Schürmann wurde am 18. August 1924 in Ludwigshafen am Rhein geboren und wuchs in Ludwigshafen und Bad Dürkheim auf. Ihr Vater Willy Schwilling war ebenfalls Architekt und entwarf unter anderem das Waldstadion Homburg. Margot studierte zunächst an der Technischen Hochschule München und an der Technischen Hochschule Darmstadt, bis sie 1949 ihr Architekturstudium als Diplom-Ingenieurin abschloss. Während des Studiums hatte sie ihren späteren Ehemann kennengelernt. Danach arbeitete sie erst bei ihrem Vater und dann beim Kölner Architekten Karl Hell, bevor sie 1970 mit ihrem Ehemann das Architekturbüro Joachim Schürmann & Partner gründete. 1991 eröffneten die beiden eine Zweigstelle in Salzburg.
Aus der Ehe gingen zwei Söhne und zwei Töchter hervor, die ebenfalls Architekten wurden, darunter Felix Schürmann, der in Köln arbeitet und an der Hochschule Biberach als Professor für Gebäudelehre und Entwerfen tätig ist. Ihr Sohn Peter Schürmann ist als Architekt in Stuttgart tätig und lehrte an der Universität Stuttgart als Professor für Baustofflehre, Bauphysik, Gebäudetechnologie und Entwerfen.
Margot Schürmann verstarb im Alter von 74 Jahren am 14. Dezember 1998 in Venedig. Ihre Grabstätte befindet sich auf dem Kölner Melaten-Friedhof.

## Werk und Auszeichnungen

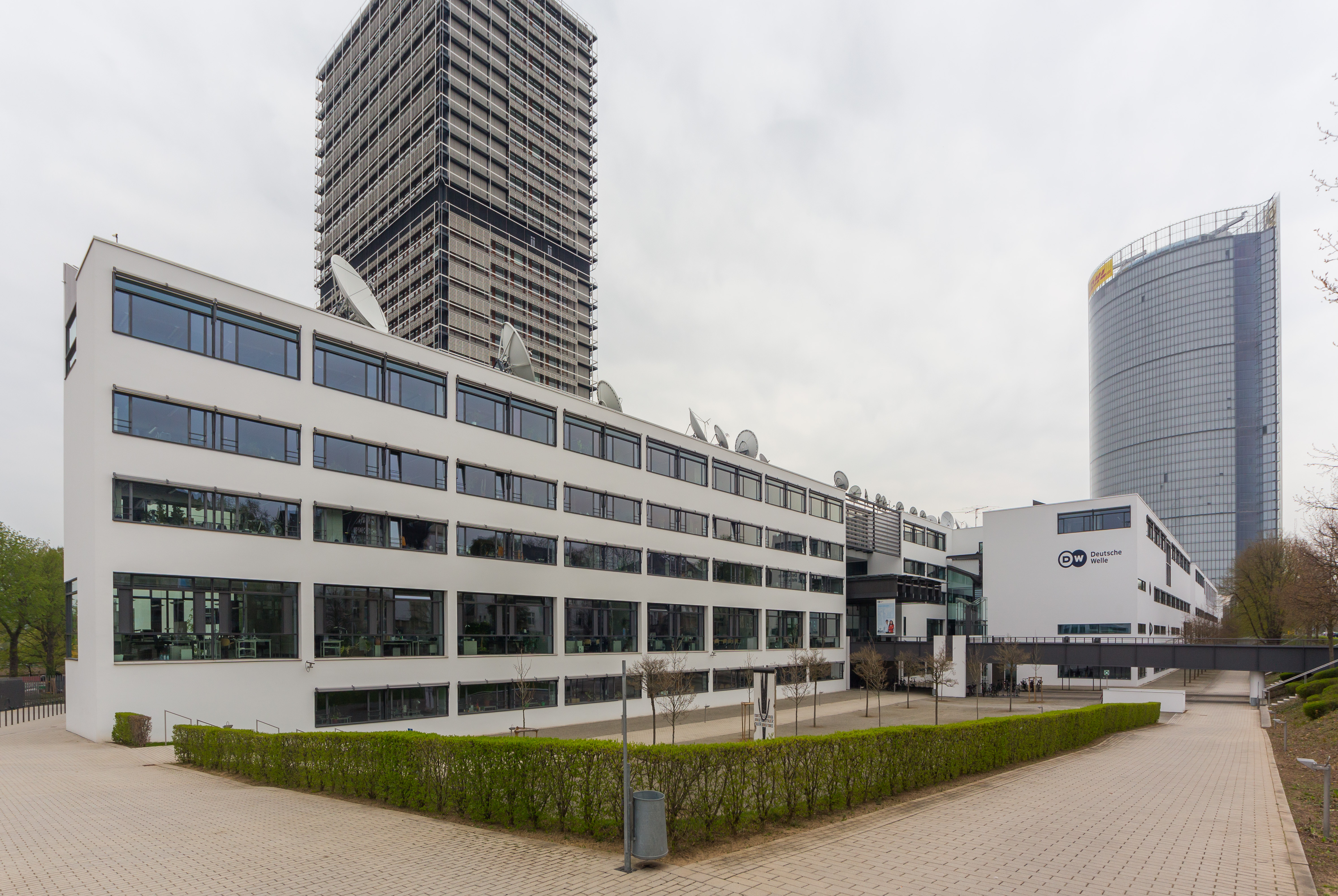
Schürmann-Bau, Kurt-Schumacher-Straße 3, Bonn

Schürmann schrieb mit ihrem Ehemann vierzig Jahre deutsche Architekturgeschichte. Das Werk des Architektenpaares zeichnet sich mit großer Konstanz durch eine beeindruckende Bescheidenheit und Handwerklichkeit aus, die sich weniger an der Exklusivität der verwendeten Materialien orientiert, sondern von der wohlüberlegten Detaillierung oft schlichter Baukörper lebt. Margot Schürmann zielte auf „eine gewisse Vollkommenheit, die der Selbstverständlichkeit eines Eies nachzukommen suche“. Ab 1980 arbeitete sie auch an verschiedenen Bauten und Projekten mit ihren Töchtern und Söhnen Gabriele Andreae, Ursula, Peter und Felix Schürmann.
Im Wasmuth-Verlag erschien 1998 eine Monographie, die das umfassende Werk der Schürmanns würdigt.
Der Bund Deutscher Architektinnen und Architekten (BDA) würdigte 2008 das Lebenswerk von Margot und Joachim Schürmann mit dem alle drei Jahre verliehenen Großen BDA-Preis. Die Jury begründete diese Entscheidung mit der von den Schürmanns durch die „mit dem Prinzip der Einfachheit in Material und Struktur“ erreichten „überragenden ästhetischen Atmosphäre“ ihrer Bauten. Der BDA reihte die Schürmanns damit ein unter die Preisträger Hans Scharoun, Ludwig Mies van der Rohe, Egon Eiermann und Oswald Mathias Ungers.

## Bauten
An folgenden Bauten hat Margot Schürmann als Architektin mitgewirkt:
- 1957: Wohnhaus Schürmann in Köln-Lindenthal, Enckestr.[7][8]
- 1964: Haus Werner Schürmann in Dublin (Irland)[9]
- 1972–1981: Quartier St. Martin in Köln[10][9]
- 1980–1992: Um- und Neubau für die Postämter Köln 1 und 3 und für das Postgiroamt Köln[11][12][9]
- 1985–1986: Wohnbebauung Haus B Block 4 für die Internationale Bauausstellung 1987 in Berlin-Kreuzberg[9]
- 1986: Gestaltung Bahnhofsplatz Hauptbahnhof und Untergrund-Station Lokalbahnhof Salzburg (nur teilweise realisiert 1988–1996)[9]
- 1991: Brücke der Sparkasse in Lüdenscheid, Lüdenscheid (Deutschland)[9]
- 1995–1997: Erweiterung des Engelbert-Kämpfer-Gymnasiums, Lemgo[9]
- 1989–2002: sog. Schürmann-Bau in Bonn[9][13]

## Auszeichnungen
- 1981: Deutscher Architekturpreis (mit Joachim Schürmann)
- 1991: Deutscher Architekturpreis (mit Joachim Schürmann)[2]
- 1991: Architekturpreis Beton (mit Joachim Schürmann)[14]
- 2000: Plakette des AIV KölnBonn „Für Verdienste um unsere gebaute Umwelt“[15]
- 2008: Großer BDA-Preis (zusammen mit Peter Schürmann, posthum verliehen)[6]